# 高松市立香川第一中学校
高松市立香川第一中学校（たかまつしりつ かがわだいいちちゅうがっこう）は、香川県高松市香川町浅野にある市立中学校。

## 概要
高松市南東部の郊外地域に位置する中学校である。

## 学校データ
- 512名（令和6年7月11日現在） [1]

学校施設（2010年5月1日時点）
- 普通教室：27教室
- 特別教室：20教室
- 校舎面積：7216m2
- 体育館面積：1914m2

服装規定
- 制服：あり（通年必用）
- 防寒着：自由[3]

## 歴史
1955年（昭和30年）4月1日、川東村立川東中学校、浅野村立浅野中学校、大野村立大野中学校を統合し香川町立香川中学校として開校した。この3中学校は同日に香川町として新設合併した旧川東村、旧浅野村、旧大野村の旧町村立中学校で、3村の香川町への合併を機に統合が検討された。校名に関しては開校当初は香川中学校であったが、4年後の1959年（昭和34年）2月1日に香川第一中学校に改称されている。そして、香川町立香川第一中学校開校から44年後の2006年（平成18年）1月10日には香川町が高松市へ合併し、それに伴い校名も高松市立香川第一中学校に改称された。

### 年表
- 1955年（昭和30年）4月1日 - 開校。
- 1959年（昭和34年）2月1日 - 香川町立香川第一中学校と改称。
- 1993年（平成5年）4月2日 - 新プール落成。
- 2006年（平成18年）1月10日 - 高松市立香川第一中学校と改称。

### 全校生徒数の推移
香川第一中学校の生徒数は横ばいか減少傾向にある。
- 2006年度：705人
- 2007年度：718人（+13人）
- 2008年度：667人（-51人）
- 2009年度：677人（+10人）
- 2010年度：656人（-21人）
- 2011年度：666人（+10人）

## 教育目標
心豊かで、たくましく生きる生徒の育成
生徒像
- よく学び、よく考える主体的な生徒
- 優しい心を持ち、人間性豊かな生徒
- 健康でたくましく、意思の強い生徒

## 通学区域
通学区域は高松市大野地区、浅野地区及び川東地区の全域。
- 高松市
  - 香川町大野
  - 香川町寺井
  - 香川町浅野
  - 香川町川内原
  - 香川町川東上
  - 香川町川東下
  - 香川町東谷
  - 香川町安原下第1号
  - 香川町安原下第3号

## 進学前小学校
- 高松市立大野小学校
- 高松市立浅野小学校
- 高松市立川東小学校

## 校区内の主な施設
- 国道193号（空港通り）
- 香川県立香川中央高等学校
- 高松市香川総合体育館
- 竜桜公園
- 日生ニュータウン

## 交通
- ことでんバス塩江線 香川第一中学校前バス停より徒歩10分
- ことでん琴平線仏生山駅より徒歩45分

## 著名な出身者
- 鏡原叶悠（バレーボール選手：PFUブルーキャッツ）